# Hertha Ellegiers
Hertha Ellegiers, geboortenaam Melanie Herta Franze, (Sebnitz, 6 oktober 1922) is een Nederlands violiste van Duitse komaf.
Ze is getrouwd met de in Sint-Niklaas geboren Fons Ellegiers (Alphonsus Honorine Marie Ellegiers, 1919-2003), later cellist bij de Arnhemsche Orkest Vereeniging en broer van virtuoos violist Louis/Lodewijk Ellegiers. Het echtpaar werd per 12 november 1976 door een handtekening van Juliana der Nederlanden genaturaliseerd tot Nederlander.
Ze studeerde viool aan het Koninklijk Conservatorium Brussel bij Carlo Van Neste. Muziektheorie leerde ze aan de Hochschule für Musik “Franz Liszt” Weimar. Daarna speelde ze nog enige tijd in een Belgisch-Frans kamerorkest dat ook wel in Nederland optrad. Ze ontmoette in België voorts haar man Fons en gaf een aantal recitals met hem. In 1949 ging ze spelen bij de Arnhemsche Orkest Vereeniging. Na amper drie maanden werd ze benoemd tot concertmeester bij dat orkest. Ze werd de opvolger van Simon Kooke, die na ha haar vertrek weer terugkwam. Een van haar eerste wapenfeiten is dan de uitvoering van het Vioolconcert van Aram Chatsjatoerjan onder leiding van Jaap Spaanderman. Ze maakte tevens deel uit van het strijkkwartet dat uit het orkest gevormd werd. In 1955 vertrok ze aldaar om tweede concertmeester te worden bij het Radio Filharmonisch Orkest van dan de jonge Bernard Haitink. Haar man ging met haar mee. Hun standplaats werd tot 1962 Hilversum. In 1956 speelde het echtpaar met dat orkest het Dubbelconcert voor viool en cello van Johannes Brahms onder leiding van Henk Spruit. Vanaf 1959 vond ze ook nog tijd om les te geven aan de Hilversumse Muziekschool.
Jan Bus droeg zijn Happy days forever voor cello-octet aan het echtpaar op; het is dan 2000.